# Michael Hyldgaard
Michael Wiggers Hyldgaard (født 18. juli 1964) er en dansk general (fire stjerner), der siden  1. juni 2025 har været forsvarschef. Frem til udnævnelsen var han chef for Specialoperationskommandoen.
I 1993 blev han uddannet jægersoldat. Fra 2007 til 2010 var han chef for Jægerkorpset.
Han blev indsat som fungerende forsvarschef, efter at Flemming Lentfer blev fritaget for tjeneste som følge af, at forsvarsminister Troels Lund Poulsen havde mistet tilliden til ham i kølvandet på sagen om fregatten Iver Huitfeldt.